# Premis Oscar de 2008
Els Premis Oscar de 2008 (en anglès: 81th Academy Awards) foren presentats el dia 22 de febrer de 2009 en una cerimònia realitzada al Kodak Theatre de la ciutat de Los Angeles.

## Curiositats
La pel·lícula més nominada de la nit fou El curiós cas de Benjamin Button de David Fincher amb 13 nominacions, si bé únicament aconseguí guanyar tres premis i tots ells tècnics. La gran guanyadora de la nit fou Slumdog Millionaire de Danny Boyle que amb 10 nominacions aconseguí guanyar vuit premis, entre ells millor pel·lícula, director i guió adaptat entre d'altres. Així mateix aquesta última pel·lícula es convertí en la número onze en aconseguí el màxim guardó sense rebre ni una nominació als seus actors. Sean Penn, per la seva banda, es convertí en el nové actor en rebre dos vegades el premi Oscar a millor actor principal. Heath Ledger, guanyador del premi a millor actor secundari, es convertí en el segon actor en rebre el premi de forma pòstuma després de Peter Finch en l'edició de 1977 per Network.
La pel·lícula d'animació WALL-E, amb sis nominacions, es convertí en la pel·lícula d'aquest gènere més nominada de la història dels premis, si bé únicament es feu amb un premi.

## Premis
A continuació es mostren les pel·lícules que varen guanyar i que estigueren nominades a l'Oscar l'any 2008:
| Millor pel·lícula | Millor director |
| --- | --- |
| - Slumdog Millionaire (Christian Colson per Fox Searchlight i Warner Bros.) - El curiós cas de Benjamin Button (Kathleen Kennedy, Frank Marshall i Sean Chaffin per Paramount Pictures i Warner Bros.) - Frost/Nixon (Ron Howard, Brian Grazer i Eric Fellner per Universal Pictures) - Em dic Harvey Milk (Bruce Cohen i Dan Jinks per Focus Features) - El lector (Anthony Minghella, Sydney Pollack, Donna Gigliotti i Redmond Morris per The Weinstein Co.) | - Danny Boyle per Slumdog Millionaire - Stephen Daldry per El lector - David Fincher per El curiós cas de Benjamin Button - Ron Howard per Frost/Nixon - Gus Van Sant per Em dic Harvey Milk |
| Millor actor | Millor actriu |
| - Sean Penn per Em dic Harvey Milk com a Harvey Milk - Richard Jenkins per The Visitor com a Walter Vale - Frank Langella per Frost/Nixon com a Richard Nixon - Brad Pitt per El curiós cas de Benjamin Button com a Benjamin Button - Mickey Rourke per El lluitador com a Randy "The Ram" Robinson | - Kate Winslet per El lector com a Hanna Schmitz - Anne Hathaway per La boda de la Rachel com a Kym Buchman - Angelina Jolie per L'intercanvi com a Christine Collins - Melissa Leo per Frozen River com a Ray Eddy - Meryl Streep per Doubt com a Germana Aloysius Beauvier |
| Millor actor secundari | Millor actriu secundària |
| - Heath Ledger per El cavaller fosc com a Joker - Josh Brolin per Em dic Harvey Milk com a Dan White - Robert Downey, Jr. per Tropic Thunder com a Kirk Lazarus - Philip Seymour Hoffman per Doubt com a Father Brendan Flynn - Michael Shannon per Revolutionary Road com a John Givings | - Penélope Cruz per Vicky Cristina Barcelona com a María Elena - Amy Adams per Doubt com a Germana James - Viola Davis per Doubt com a Mrs. Miller - Taraji P. Henson per El curiós cas de Benjamin Button com a Queenie - Marisa Tomei per El lluitador com a Cassidy/Pam |
| Millor guió original | Millor guió adaptat |
| - Dustin Lance Black per Em dic Harvey Milk - Courtney Hunt per Frozen River - Mike Leigh per Happy-Go-Lucky - Martin McDonagh per In Bruges - Andrew Stanton (història i guió), Jim Reardon (guió) i Pete Docter (història) per WALL-E | - Simon Beaufoy per Slumdog Millionaire (sobre hist. de Vikas Swarup) - Eric Roth (història i guió) i Robin Swicord (història) per El curiós cas de Benjamin Button (sobre hist. de F. Scott Fitzgerald) - John Patrick Shanley per Doubt (sobre obra de teatre pròpia) - Peter Morgan per Frost/Nixon (sobre obra de teatre pròpia) - David Hare per El lector (sobre hist. de Bernhard Schlink) |
| Millor pel·lícula de parla no anglesa | Millor pel·lícula d'animació |
| - Okuribito de Yojiro Takita (Japó) - RAF: Facció de l'Exèrcit Roig d'Uli Edel (Alemanya) - Entre les murs de Laurent Cantet (França) - Revanche de Götz Spielmann (Àustria) - Vals Im Bashir d'Ari Folman (Israel) | - WALL-E d'Andrew Stanton - Bolt de Chris Williams i Byron Howard - Kung Fu Panda de Mark Osborne i John Wayne Stevenson |
| Millor banda sonora | Millor cancó original |
| - A. R. Rahman per Slumdog Millionaire - Alexandre Desplat per El curiós cas de Benjamin Button - James Newton Howard per Defiance - Danny Elfman per Em dic Harvey Milk - Thomas Newman per WALL-E | - A. R. Rahman (música); Gulzar (lletra) per Slumdog Millionaire ("Jai Ho") - Peter Gabriel (música i lletra) i Thomas Newman (música) per WALL-E ("Down to Earth") - A. R. Rahman i M.I.A. (música i lletra) per Slumdog Millionaire ("O Saya") |
| Millor fotografia | Millor maquillatge |
| - Anthony Dod Mantle per Slumdog Millionaire - Tom Stern per L'intercanvi - Claudio Miranda per El curiós cas de Benjamin Button - Wally Pfister per El cavaller fosc - Chris Menges i Roger Deakins per El lector | - Greg Cannom per El curiós cas de Benjamin Button - John Caglione, Jr. i Conor O'Sullivan per El cavaller fosc - Mike Elizalde i Thom Floutz per Hellboy II: The Golden Army |
| Millor direcció artística | Millor vestuari |
| - Donald Graham Burt; Victor J. Zolfo per El curiós cas de Benjamin Button - James J. Murakami; Gary Fettis per L'intercanvi - Nathan Crowley; Peter Lando per El cavaller fosc - Michael Carlin; Rebecca Alleway per The Duchess - Kristi Zea; Debra Schutt per Revolutionary Road | - Michael O'Connor per The Duchess - Catherine Martin per Australia - Jacqueline West per El curiós cas de Benjamin Button - Danny Glicker per Em dic Harvey Milk - Albert Wolsky per Revolutionary Road |
| Millor muntatge | Millor so |
| - Chris Dickens per Slumdog Millionaire - Kirk Baxter i Angus Wall per El curiós cas de Benjamin Button - Lee Smith per El cavaller fosc - Mike Hill i Daniel P. Hanley per Frost/Nixon - Elliot Graham per Em dic Harvey Milk | - Resul Pookutty, Richard Pryke i Ian Tapp per Slumdog Millionaire - David Parker, Michael Semanick, Ren Klyce i Mak Weingarten per El curiós cas de Benjamin Button - Lora Hirschberg, Gary Rizzo i Ed Novick per El cavaller fosc - Tom Myers, Michael Semanick i Ben Burtt per WALL-E - Chris Jenkins, Frank A. Montaño i Petr Forejt per Wanted                                               |
| Millors efectes visuals | Millor efectes sonors |
| - Eric Barba, Steve Preeg, Burt Dalton i Craig Barron per El curiós cas de Benjamin Button - Nick Davis, Chris Corbould, Tim Webber i Paul Franklin per El cavaller fosc - John Nelson, Ben Snow, Dan Sudick i Shane Mahan per Iron Man | - Richard King per El cavaller fosc - Frank Eulner i Christopher Boyes per Iron Man - Tom Sayers per Slumdog Millionaire - Ben Burtt i Matthew Wood per WALL-E - Wylie Stateman per Wanted |
| Millor documental | Millor documental curt |
| - Man on Wire de James Marsh - The Betrayal - Nerakhoon d'Ellen Kuras - Encounters at the End of the World de Werner Herzog - The Garden de Scott Hamilton Kennedy - Trouble the Water de Carl Deal i Tia Lessin | - Smile Pinki de Megan Mylan - The Conscience of Nhem En de Steven Okazaki - The Final Inch d'Irene Taylor Brodsky i Tom Grant - The Witness: From the Balcony of Room 306 d'Adam Pertovsky |
| Millor curtmetratge | Millor curt d'animació |
| - Spielzeugland de Jochen Alexander Freydank - Auf der Strecke de Reto Caffi - Manon on the Asphalt d'Elizabeth Marre i Olivier Pont - Ireland de Steph Green i Tamara Anghie - Grisen de Tivi Magnusson i Dorte Høgh | - La Maison en Petits Cubes de Kunio Kato - Lavatory – Lovestory de Konstantin Bronzit - Oktapodi d'Emud Mokhberi i Thierry Marchand - Presto de Doug Sweetland - This Way Up d'Alan Smith i Adam Foulkes |

## Premi Humanitari Jean Hersholt
- Jerry Lewis[6]

## Premi Gordon E. Sawyer
- Ed Catmull

## Presentadors
| Nom                                                                       | |
| ------------------------------------------------------------------------- | --- |
| {Gina Tuttle                                                              | Presentadora dels premis |
| Whoopi Goldberg Goldie Hawn Anjelica Huston Eva Marie Saint Tilda Swinton | Millor actriu secundària |
| Tina Fey Steve Martin                                                     | Millor guió original i guió adaptat                                                                                                   |
| Jennifer Aniston Jack Black                                               | Inttroducció al muntatge sobre les produccions animades realitzades el 2008 Millor curtmetratge animat i millor pel·lícula d'animació |
| Daniel Craig Sarah Jessica Parker                                         | Millor direcció artística, vestuari i maquillatge                                                                                     |
| Robert Pattinson Amanda Seyfried                                          | Introducció a un montatge sobre pel·lícules romàntiques                                                                               |
| Natalie Portman Ben Stiller                                               | Millor fotografia |
| Jessica Biel                                                              | Premis Científics i Tècnics i Premi Gordon E. Sawyer                                                                                  |
| James Franco Seth Rogen Janusz Kamiński                                   | Millor curtmetratge |
| Alan Arkin Cuba Gooding Jr. Joel Grey Kevin Kline Christopher Walken      | Millor actor secundari |
| Bill Maher                                                                | Millor documental i curtmetratge documental                                                                                           |
| Will Smith                                                                | Millor efectes de so, so, muntatge i efectes visuals                                                                                  |
| Eddie Murphy                                                              | Premi Humanitari Jean Hersholt |
| Zac Efron Alicia Keys                                                     | Introducció a un número especial de presentació de les cançons candidates Millor banda sonora i cançó original                        |
| Freida Pinto Liam Neeson                                                  | Millor pel·lícula de parla no anglesa                                                                                                 |
| Queen Latifah                                                             | Presentació del tribut "In Memoriam"                                                                                                  |
| Reese Witherspoon                                                         | Millor direcció |
| Halle Berry Marion Cotillard Nicole Kidman Sophia Loren Shirley MacLaine  | Millor actriu |
| Adrien Brody Michael Douglas Robert De Niro Anthony Hopkins Ben Kingsley  | Millor actor |
| Steven Spielberg                                                          | Millor pel·lícula |

### Actuacions
| Nom                                                                                                  | Paper                        | Peça |
| --- | ---------------------------- | --- |
| Michael Giacchino                                                                                    | Arranjador musical Conductor | Orquestra |
| Hugh Jackman Anne Hathaway                                                                           | Intèrprets                   | Número inicial |
| Hugh Jackman Beyoncé Knowles Zac Efron Vanessa Hudgens Amanda Seyfried Dominic Cooper Spirit of Troy | Intèrprets                   | "Top Hat, White Tie and Tails" de Barret de copa "Singin' in the Rain" de Cantant sota la pluja "Big Spender" de Sweet Charity "Maria" de West Side Story "You're The One That I Want" de Grease "Maria" de Somriures i llàgrimes "All That Jazz" de Chicago "Lady Marmalade" de Moulin Rouge! "One Night Only" de Dreamgirls "You Can't Stop The Beat" de Hairspray "I Don't Know How To Love Him" de Jesus Christ Superstar "At Last" de Orchestra Wives "Last Chance" de High School Musical 3: Senior Year "Mamma Mia" de Mamma Mia! "Don't Cry For Me Argentina" de Evita "Over the Rainbow" de El màgic d'Oz "Somewhere" de West Side Story |
| A. R. Rahman                                                                                         | Intèrpret                    | "O Saya" de Slumdog Millionaire |
| John Legend Soweto Gospel Choir                                                                      | Intèrprets                   | "Down to Earth" de WALL-E |
| A. R. Rahman Mahalaxmi Iyer                                                                          | Intèrprets                   | "Jai Ho" de Slumdog Millionaire |
| Queen Latifah                                                                                        | Intèrpret                    | "I'll Be Seeing You" durant el tribut "In Memoriam" tribute |

## Múltiples nominacions i premis
| Nominacions | Pel·lícula                       |
| ----------- | -------------------------------- |
| 13          | El curiós cas de Benjamin Button |
| 10          | Slumdog Millionaire              |
| 8           | El cavaller fosc                 |
| 8           | Em dic Harvey Milk               |
| 6           | WALL-E                           |
| 5           | Doubt                            |
| 5           | Frost/Nixon                      |
| 5           | El lector                        |
| 3           | L'intercanvi                     |
| 3           | Revolutionary Road               |
| 2           | The Duchess                      |
| 2           | Frozen River                     |
| 2           | Iron Man                         |
| 2           | Wanted                           |
| 2           | The Wrestler                     |

| Premis | Pel·lícula                       |
| ------ | -------------------------------- |
| 8      | Slumdog Millionaire              |
| 3      | El curiós cas de Benjamin Button |
| 2      | El cavaller fosc                 |
| 2      | Em dic Harvey Milk               |